# دينا كوكس
داينا كوكس ولدت سنة 12 اوت 1993هي لاعبة كرة قدم أسترالية متقاعدة، والتي لعبت لصالح نادي أديلايد لكرة القدم في مسابقة للسيدات . ولعبت كل مباراة لهذا الموسم. لقد كانت جزءًا من فريق رئاسة الوزراء في أديلايد، وفازت بالنهائي الكبير .